# Embellisia chlamydospora
Embellisia chlamydospora är en svampart som först beskrevs av Hoes, G.W. Bruehl & C.G. Shaw, och fick sitt nu gällande namn av E.G. Simmons 1971. Embellisia chlamydospora ingår i släktet Embellisia och familjen Pleosporaceae.   Inga underarter finns listade i Catalogue of Life.